# Karl Ludwig
Karl Ludwig (2. listopadu 1866, Cheb – 14. března 1931, Karlovy Vary) byl středoškolský profesor na gymnáziu v Karlových Varech a významný archivář a historik první třetiny 20. století. Zabýval se zejména dějinami Němců v Čechách, dějinami Chebska a Karlovarska.

## Život
Karl Ludwig se narodil 2. listopadu 1866 v Chebu. V letech 1885–1890 studoval na pražské německé univerzitě, titul doktor filozofie (Dr. phil.) získal roku 1892. V roce 1891 odjel na dvouletý stipendijní pobyt do Říma, kde pracoval v Rakouském historickém institutu, jiný zdroj uvádí vatikánský archiv, v každém případě to bylo zde, kde nabyl důležité archivní odbornosti. Po návratu do Čech pracoval od roku 1893 jako zatímní učitel na karlovarském reálném gymnáziu (později státní reálné gymnázium) a od roku 1896 zde zastával profesorské místo až do 1927. V roce 1894 převzal do své péče karlovarský archiv.
Zemřel v Karlových Varech dne 14. března 1931.

## Činnost
Vedle své profesorské činnosti na karlovarském gymnáziu byl Karl Ludwig především archivář. V karlovarském archivu obnovil uspořádání Augusta Leopolda Stöhra, které pak zůstalo zachováno až do druhé světové války. Velké zásluhy má na obohacení archivních a muzejních fondů. Systematickou akviziční činností, kdy shromažďoval dvoj- a trojrozměrné dokumentační materiály týkající se Karlových Varů, přispěl k vybudování městského muzea.
V roce 1897 započal s regionální publikační činností. Objasnil některá problémová historická témata, jako byly dějiny lázeňství, pobyty Petra Velikého či Johanna Wolfganga Goetha v Karlových Varech. Mnoho úsilí věnoval genealogii významných karlovarských rodin – Mattoni, Becher, Urban, Muck, Hofmann aj. O lékaři Davidu Becherovi napsal životopisnou knihu. Též napsal podrobný životopis pokrokového lázeňského lékaře a karlovarského radního Rudolfa Mannla. Do odborných časopisů psal historické studie a články. Nejvíce přispíval do časopisu Unser Egerland a do zpráv Spolku pro dějiny Němců v Čechách (Verein für der Deutschen in Böhmen, Zweigstelle Karslbad), kde zastával funkci vedoucího karlovarské pobočky.
Mnohé karlovarské poznatky shrnul do knižních děl:
- Alt-Karlsbad – nejvýznamnější kniha Karla Ludwiga. Byla vydána dvakrát, v letech 1920 a 1942[6]. Líčí věrný obraz Karlových Varů od jejich založení až do 19. století se zaměřením na vývoj lázeňského života. Popisuje okolnosti založení města a městská privilegia, lázeňský život a rozmary bohatých návštěvníků. Píše též o všech katastrofách, které město postihly – požáry, povodně, válečné útrapy. Kniha obsahuje i reprodukce dobových rytin.

- Alt-Karlsbader Badeleben – publikace vyšla v roce 1924 v regionálním nakladatelství Vinzence Uhla v Kadani. Obsahuje poznatky dlouholetého bádání v oboru karlovarského lázeňství.

- Denkwürdigkeiten der Sprudelstadt Karlsbad – rukopisné dílo Karla Ludwiga. Práce karlovarského archivu jako příprava na souhrnné vydání městské kroniky. Knižně již dílo nevyšlo.